# Robert Newman
Robert Newman (Los Angeles, 27 juni 1958) is een Amerikaans acteur. 
Newman speelde onder meer Joshua Lewis in de Amerikaanse soapserie The Guiding Light (1981-2009). Samen met actrice Kim Zimmer (Reva Shayne) vormde hij het centrale koppel van de serie. Naast zijn rol in The Guiding Light was Newman te zien als Prescott Harrell in General Hospital en speelde hij Kirk Cranston in Santa Barbara.
Newman is getrouwd met actrice Britt Helfer. Samen kregen ze zoon Connor (1989) en dochter Kendal (1992).

## Filmografie
- Guiding Light - Joshua Lewis (1981-1984, 1986-1991, 1993-2009)
- General Hospital - Prescott Harrell (1985)
- Santa Barbara - Kirk Cranston (1986)
- Hunter - Alex Turner (1990)